# Nombre de Bingham
El nombre de Bingham {\displaystyle (Bm)} és un nombre adimensional usat en reologia. S'utilitza per caracteritzar la relació entre les tensions viscoses. · 
Aquest nombre duu el nom del químic americà Eugene Cook Bingham.
Es defineix de la següent manera:
{\displaystyle Bm={\frac {\tau L_{c}}{\mu v}}}
on:
- τ : és la tensió tallant ;
- v : és la velocitat ;
- Lc : és la longitud característica ;
- μ : és la viscositat dinàmica.

De vegades també s'anomena aquest nombre nombre de plasticitat.